# Ilonse
Ilonse (okzitanisch Ilonsa oder Ilonça, italienisch Ilonza) ist eine französische Gemeinde im Département Alpes-Maritimes in der Region Provence-Alpes-Côte d’Azur. Sie gehört zum Arrondissement Nizza, zum Kanton Tourrette-Levens und zur Métropole Nice Côte d’Azur. Die Bewohner nennen sich die Ilonsois.  

## Geographie
Die Gemeinde liegt in den französischen Seealpen, 72 km von Nizza entfernt. Sie grenzt im Norden an Roure und Saint-Sauveur-sur-Tinée, im Nordosten an Rimplas und Valdeblore, im Osten an Marie, im Südosten an Clans (Berührungspunkt) und Bairols, im Süden an Massoins (Berührungspunkt) und Villars-sur-Var, im Südwesten an Thiéry und Lieuche, im Westen an Pierlas sowie im Nordwesten an Roubion.
An der östlichen Gemeindegrenze verläuft der Fluss Tinée.

## Bevölkerungsentwicklung
| Jahr      | 1962 | 1968 | 1975 | 1982 | 1990 | 1999 | 2008 | 2012 |
| --------- | ---- | ---- | ---- | ---- | ---- | ---- | ---- | ---- |
| Einwohner | 102  | 80   | 57   | 55   | 78   | 113  | 153  | 173  |

## Sehenswürdigkeiten
Siehe: Liste der Monuments historiques in Ilonse

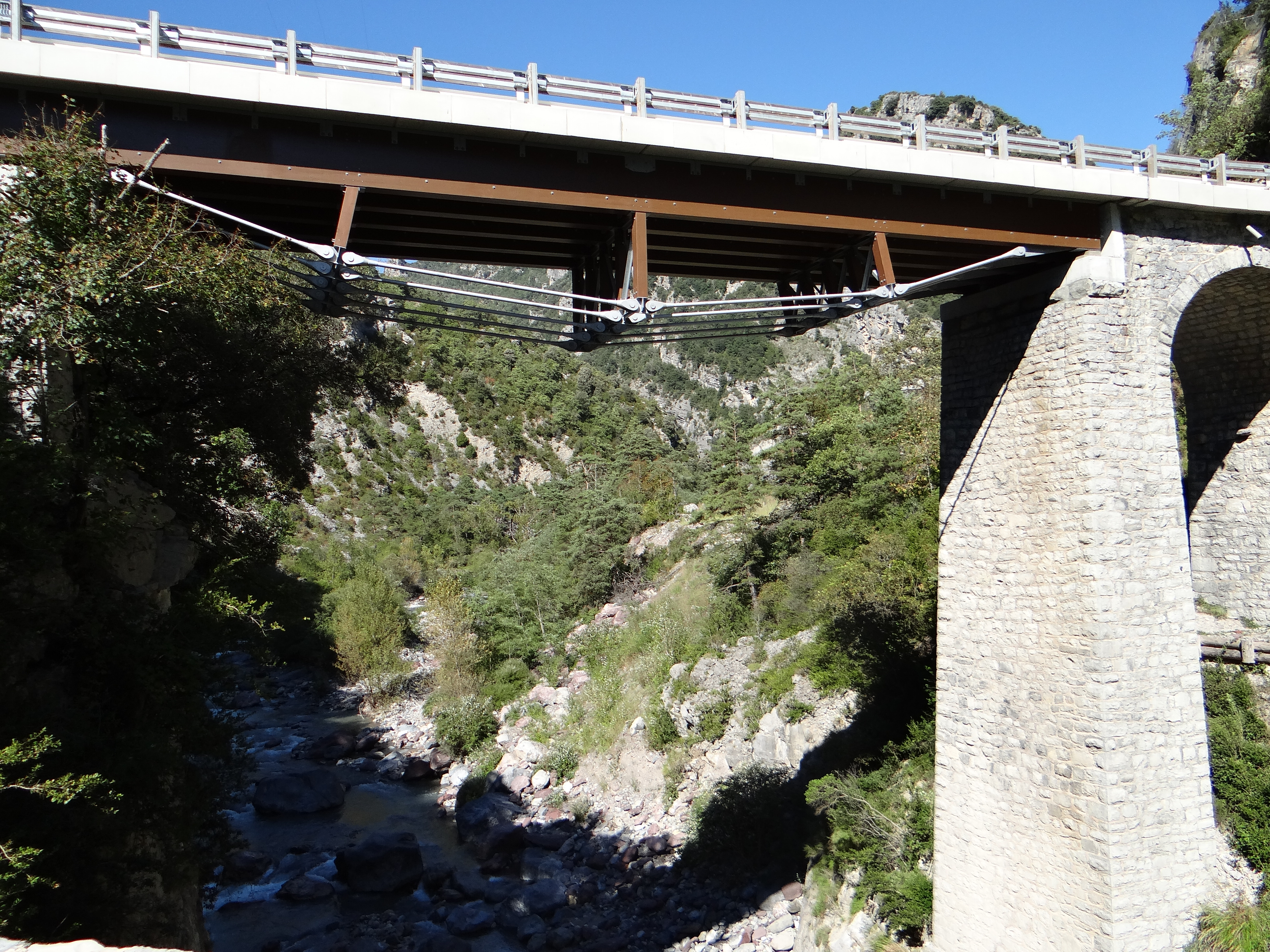
Brücke über die Tinée
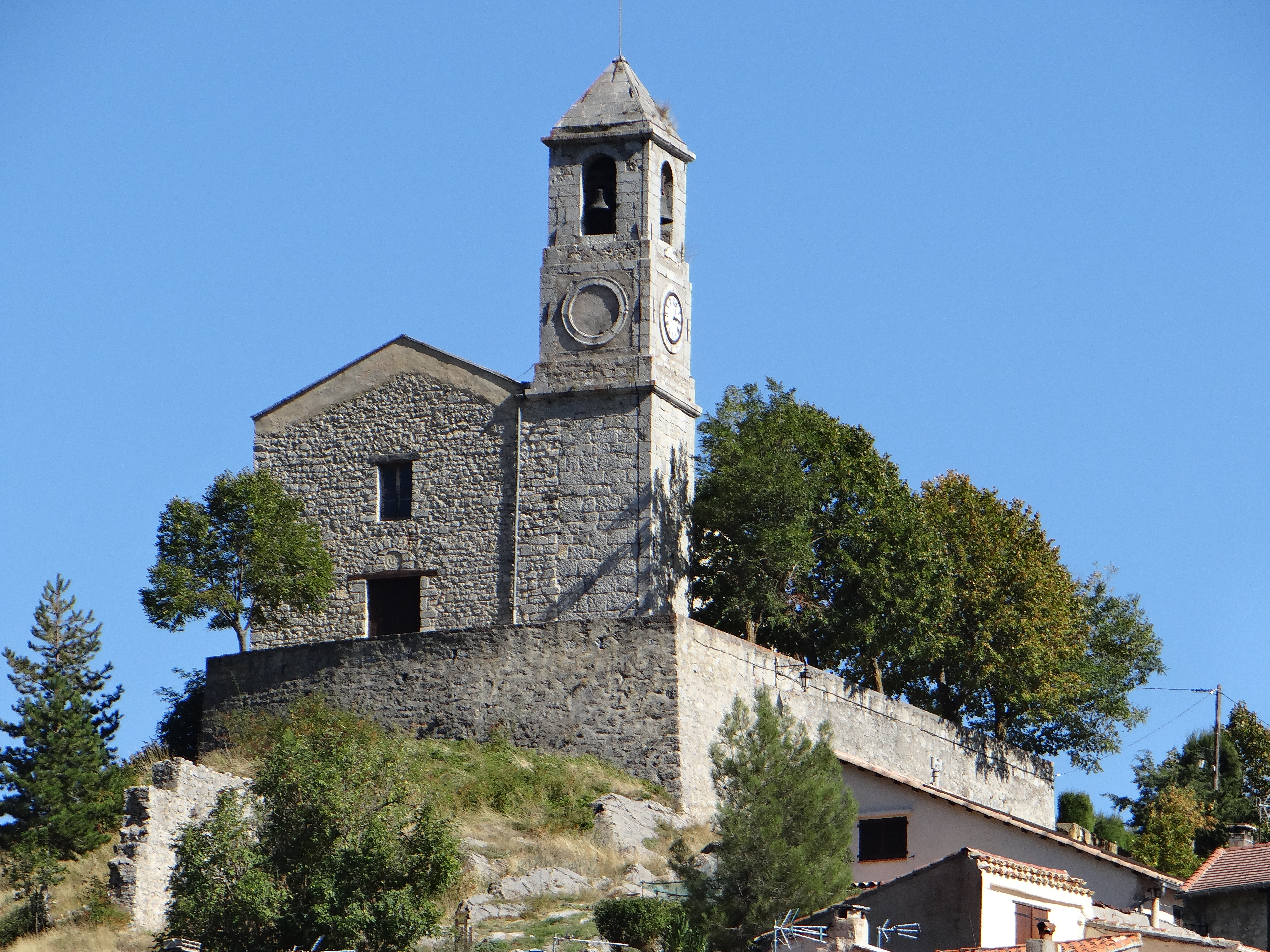
Kirche Saint Michel
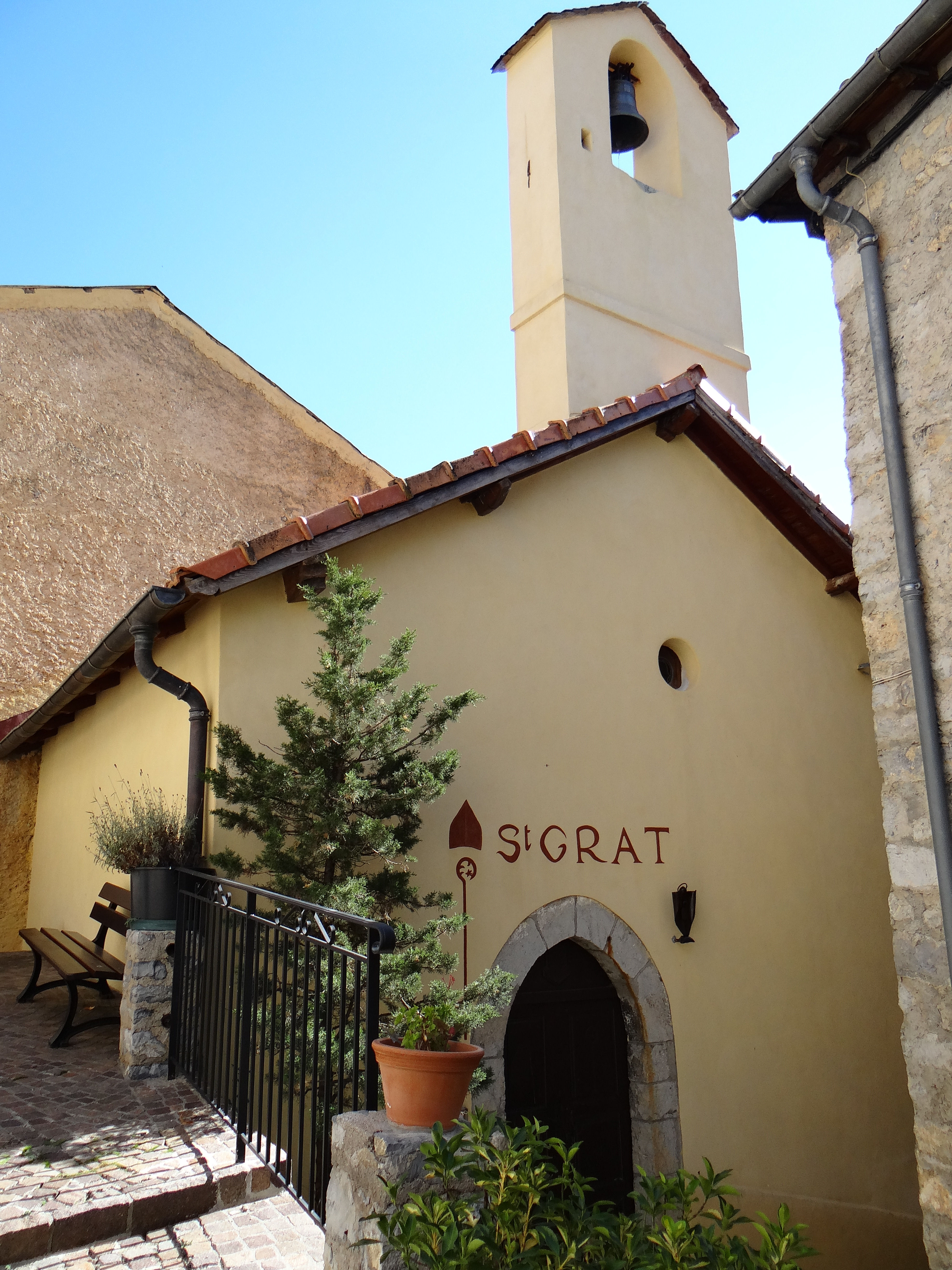
Kapelle Saint-Grat aus dem 17. und 18. Jahrhundert
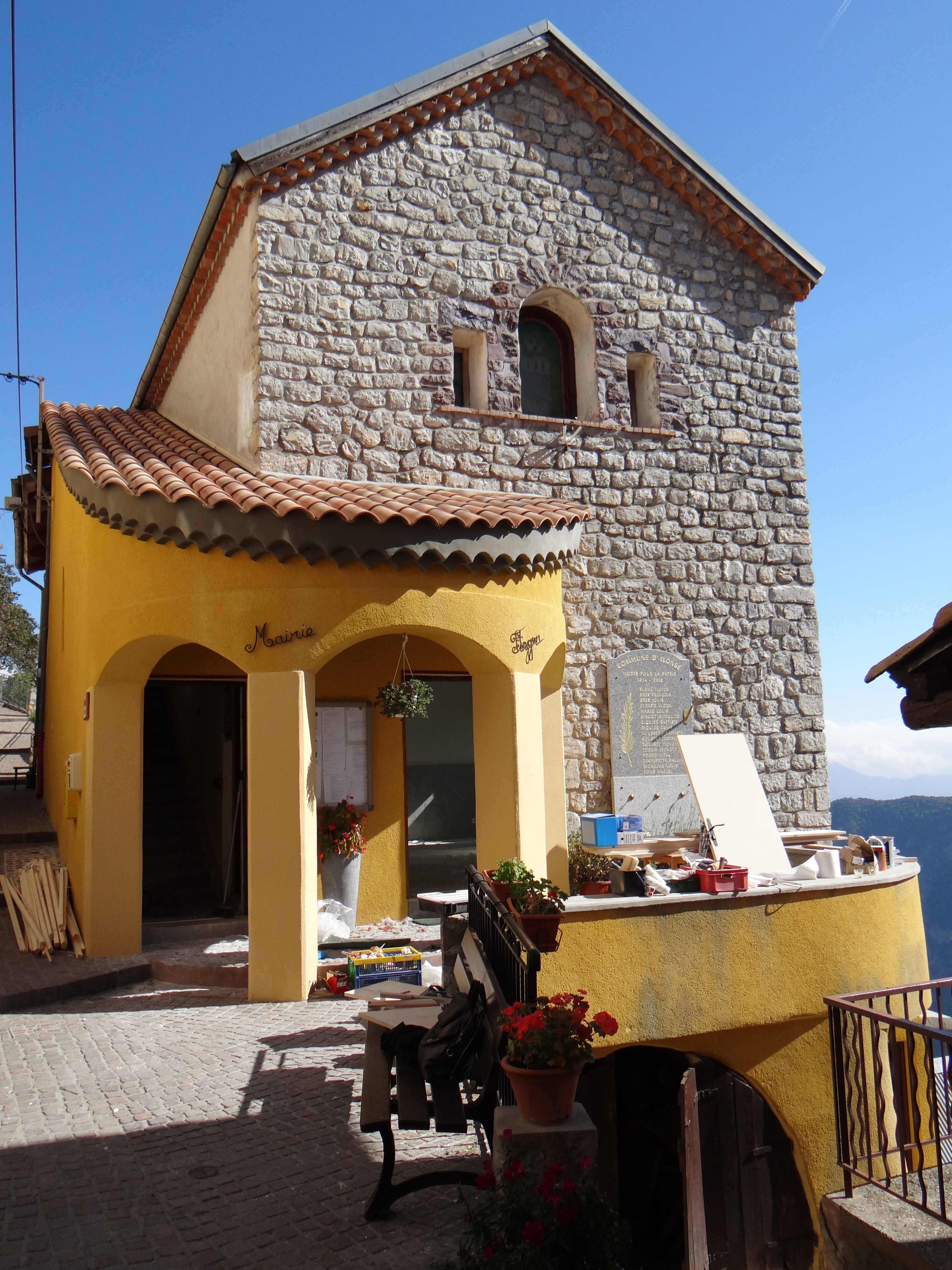
Mairie